# Selište (Podgorica)
Pour les articles homonymes, voir Selište.
Selište (en serbe cyrillique : Селиште; en albanais : Selisht) est un village de l'est du Monténégro, dans la municipalité de Podgorica.

## Démographie

### Évolution historique de la population
| 1948 | 1953 | 1961 | 1971 | 1981 | 1991 | 2003 |
| ---- | ---- | ---- | ---- | ---- | ---- | ---- |
| 228  | 253  | 260  | 292  | 184  | 83   | 29   |